# Economia digital
A Economia digital refere-se a uma economia baseada em tecnologias de computação digital. A economia digital também é às vezes chamada de Economia da Internet, Nova Economia ou Economia da Web. Cada vez mais, a "economia digital" está entrelaçada com a economia tradicional, dificultando um delineamento claro.

## Definição
O termo "Economia Digital" foi mencionado pela primeira vez no Japão por um professor japonês e economista pesquisador no meio da recessão japonesa dos anos 90. No ocidente, o termo se seguiu e foi cunhado no livro de 1995 de Don Tapscott, The Digital Economy: Promise and Peril in the Age of Networked Intelligence (A Economia Digital: Promessa e Perigo na Era da Inteligência em Rede). A economia digital estava entre os primeiros livros a considerar como a Internet mudaria a forma como fazíamos negócios.
De acordo com Thomas Mesenbourg (2001), três componentes principais do conceito de 'Economia Digital' podem ser identificados:
- Infra-estrutura e-business (hardware, software, telecomunicações, redes, capital humano, etc.);
- e-business (como os negócios são conduzidos, qualquer processo que uma organização realiza sobre redes mediadas por computador);
- e-commerce (transferência de bens, por exemplo, quando um livro é vendido on-line).

Mas, como Bill Imlah comenta, novos aplicativos estão desfocando esses limites e adicionando complexidade; por exemplo, considere a mídia social e a pesquisa na Internet.
Na última década do século XX. Nicholas Negroponte (1995) usou uma metáfora de mudança de processamento de átomos para processamento de bits. "O problema é simples. Quando a informação é incorporada nos átomos, há uma necessidade de todos os tipos de meios industriais e grandes corporações para a entrega. Mas, de repente, quando o foco muda para bits, os "grandes" caras tradicionais não são mais necessários. A publicação faça-você-mesmo na Internet faz todo sentido. Não é para uma cópia impressa"  
Nesta nova economia, as redes digitais e as infraestruturas de comunicação fornecem uma plataforma global sobre a qual pessoas e organizações desenvolvem estratégias, interagem, comunicam, colaboram e buscam informações. Mais recentemente,  a Economia Digital foi definida como o ramo da economia que estuda os bens intangíveis de custo marginal zero na rede.

## Impacto
A Economia Digital vale três trilhões de dólares hoje. Isso é cerca de 30% do índice S&P 500, seis vezes o déficit comercial anual dos EUA ou mais do que o PIB do Reino Unido ou mais do que o PIB do Brasil. O que impressiona é o fato de todo esse valor ter sido gerado nos últimos 20 anos desde o lançamento da Internet.
É amplamente aceito que o crescimento da economia digital tem um impacto generalizado em toda a economia. Várias tentativas de categorizar o tamanho do impacto nos setores tradicionais foram feitas.
O Boston Consulting Group discutiu “quatro ondas de mudança varrendo os bens de consumo e o varejo”, por exemplo.
Em 2012, a Deloitte classificou seis setores da indústria como tendo um “curto-circuito” e experimentando um “big bang” como resultado da economia digital.
A Telstra, uma das principais provedoras australianas de telecomunicações, descreve como a concorrência se tornará mais global e mais intensa como resultado da economia digital.

## Resposta
Dado o seu amplo impacto esperado, as empresas tradicionais estão avaliando ativamente como responder às mudanças trazidas pela economia digital.
Para as corporações, o tempo de resposta (timming) é a essência.
Os bancos comerciais estão tentando inovar e usar ferramentas digitais para melhorar o seu negócio tradicional. Os governos estão investindo em infraestrutura. Em 2013, a Rede Nacional de Banda Larga da Austrália, por exemplo, teve como objetivo fornecer uma banda larga de velocidade de download de 1 GB/s para 93% da população em dez anos.

## Leitura complementar
- Huws, Ursula. iCapitalism e o Cybertariat - Contradições da Economia Digital, na Análise Mensal, Volume 66, Questão 08 (janeiro de 2015)